# Marigna-sur-Valouse
Marigna-sur-Valouse är en kommun i departementet Jura i regionen Bourgogne-Franche-Comté i östra Frankrike. Kommunen ligger i kantonen Arinthod som tillhör arrondissementet Lons-le-Saunier. År 2022 hade Marigna-sur-Valouse 107 invånare.

## Befolkningsutveckling
Antalet invånare i kommunen Marigna-sur-Valouse
Referens:INSEE